# Personnages de Kirby
 (août 2024).
- Si vous ne connaissez pas le sujet, laissez ce bandeau (vous pouvez alors contacter les auteurs).
- Si vous supprimez le contenu mis en cause (vous pouvez préalablement contacter les auteurs),

argumentez précisément cette suppression dans la page de discussion
(un manque de référence n'est pas un argument ; une recherche réelle de référence doit avoir été effectuée, être formellement documentée).

La série de jeux vidéo Kirby offre un large éventail de personnages de fiction depuis ses débuts dans Kirby's Dream Land. En voici la liste.

## Personnages des jeux vidéo
- Kirby : c'est le héros de la série. C'est un personnage rond et rose (mais il en existe différentes couleurs dans Super Smash Bros Brawl). Dans Kirby's Dream Land, il ne peut se débarrasser de ses ennemis qu'en les aspirant et en les rejetant sur d'autres ennemis. À partir de Kirby's Adventure, le nombre d'ennemis sera multiplié, et ils ont une capacité que Kirby peut copier.
- Meta Knight : ce personnage est apparemment un adulte de la première génération, Kirby et la dernière génération des guerriers de l'espace. Contrairement à Kirby, il peut parler. Il dirige une armée nommée les Méta-minnions et possède le gigantesque vaisseau Halberd, coulé par Kirby dans Kirby Super Star ainsi que détruit dans Kirby Super Star Ultra. Son armée apparaît en tant que mini-boss dans Kirby's Adventure mais Meta Knight est un grand boss quand il combat seul. Dans les premiers jeux, il fallait utiliser une épée pour le battre. Lorsqu'il est vaincu, son masque se brise, révélant son apparence très similaire à celle de Kirby de couleur bleu nuit, et il disparaît dans sa cape. En dehors de Kirby's Adventure et de l'aventure Revanche de Meta Knight de Kirby Super Star, il n'est presque jamais un antagoniste principal : il affronte Kirby uniquement pour l'honneur (par exemple dans Kirby et le monde oublié où il donne un plan à Kirby pour fabriquer une épée identique à la sienne après avoir été vaincu) ou bien sous l'influence néfaste d'un antagoniste (comme Dark Nebula dans Kirby : les souris attaquent !, le sorcier Maillalenvers dans Kirby : Au fil de l'aventure ou encore Hyness dans Kirby Star Allies (dans lequel il devient un allié après avoir été vaincu). Jouable dans Kirby's Adventure Wii en tant qu'allié de Kirby, il peut être incarné dans une aventure chronométrée dans Kirby : Cauchemar au Pays des Rêves (Meta Knightmare), Kirby Super Star Ultra (Meta Knightmare Ultra) et Kirby: Planet Robobot (Meta Knightmare Returns).
- Roi DaDiDou : ce manchot est le roi auto-proclamé de Dream Land. Dans Kirby's Dream Land, il a volé toutes les vivres de Dream Land, que Kirby a dû récupérer en l'affrontant. Dans Kirby's Adventure, il a séparé la Baguette Étoile en sept morceaux (un pour chaque boss, dont lui-même) pour la protéger du Sorcier Cauchemar. Dans la majorité des jeux suivants, il est un allié de Kirby (il est même jouable après avoir été vaincu dans certains niveaux de Kirby 64: The Crystal Shards et dans Kirby Star Allies, ainsi que dès le début de Kirby's Adventure Wii) ; lorsqu'il l'affronte, c'est pour l'honneur ou la compétition (par exemple dans Kirby Super Star Ultra), en raison d'une méprise (Kirby pense que c'est lui qui a volé sa dernière part de gâteau dans Kirby : les souris attaquent !, avant de réaliser qu'il s'agit des Squeaks) ou encore parce qu'il est sous l'influence néfaste d'un antagoniste (comme Matière Noire dans plusieurs jeux, Crayonna la sorcière dans Kirby : Le Pinceau du Pouvoir, Taranza dans Kirby Triple Deluxe, Hyness dans Kirby Star Allies ou encore ID-F86 dans Kirby et le monde oublié).
- Cauchemar ("Nightmare" en anglais): Principal antagoniste et boss final de Kirby's Adventure et son remake Kirby: Nightmare in Dreamland, Cauchemar est un sorcier maléfique qui souhaite dominer dreamland. Pour ce faire, il a corrompu la fontaine des rêves pour pouvoir torturer les habitants de Dreamland avec ses cauchemars mais DaDiDou a retiré la source d'énergie de la fontaine, la baguette étoile pour empêcher cela, piégeant apparemment Cauchemar à l'intérieur. Après que Kirby ait remis la baguette étoile sur la fontaine des rêves, Cauchemar sort de la fontaine sous la forme d'un orbe et s'enfuit. Kirby, se servant la baguette étoile et projeté par DaDiDou, affronte Cauchemar et le bat finalement sur la lune. Dans l'anime, la baguette étoile est issue de la copie par Kirby de l'Étoile Warp. Il combat sous forme d'orbe et sous forme normale. C'est le grand méchant de l'anime car celui-ci fut diffusé à l'occasion de la sortie de Kirby: Nightmare in Dream Land.
- Rick : ce hamster est un ami de Kirby dans les jeux Kirby's Dream Land 2 et Kirby's Dream Land 3.
- Coo : ce hibou tient le même rôle que Rick.
- Kine : ce poisson est lui aussi un ami de Kirby. Rick, Coo et Kine sont jouables dans Kirby Star Allies où chacun intervient dans un environnement différent : Rick évolue sur la terre, Coo dans les airs et Kine dans l'eau.
- Waddle Dee : c'est l'ennemi le plus commun et le plus basique de la série, comparable au Goomba de Super Mario. Il n'a pas de capacités, sauf parfois un parasol. Dans l'anime, le roi Dadidou en possède une lourde armée.
- Waddle Doo : un ennemi similaire au Waddle Dee sauf qu'il possède la capacité rayon. Dans l'anime, c'est un personnage unique qui parle et qui est le capitaine des Waddle Dees.
- Whispy Woods : c'est le tout premier boss jamais apparu dans un jeu Kirby. C'est un arbre qui attaque avec son souffle et en faisant tomber des pommes ou d'autres projectiles de sa cime. Il a un jumeau avec qui il forme le Duo Whispy dans Kirby Super Star, sa version Ultra et Kirby Fighters 2. Dans certains jeux, un boss similaire est présent en supplément ou en remplacement, comme le Roi Golem dans Kirby et le Labyrinthe des Miroirs, Whispy Flower dans Kirby Triple Deluxe, Yggy Whispy dans Kirby Star Allies ou encore Tropic Woods dans Kirby et le monde oublié.

Dans l'anime, il est un ami de Kirby après que celui-ci a recraché une de ses pommes, lui permettant de ressusciter après que le Roi Dadidou l'a abattu.
- Kracko : ce boss ressemble à un nuage entouré d'épines et muni d'un œil. Il peut lancer des rayons et aussi des ennemis (Waddle Doos et Starmen). Avant que Kirby ne l'affronte, il apparaît parfois sous une forme plus simple, composée de son œil et de quatre sphères tournantes, nommée Kracko Jr, puis il prend sa véritable forme. Dans Kirby : Les souris attaquent, les Squeaks ont inventé une copie mécanique de Kracko appelée MeCha-Kracko.
- Matière Noire : un des méchants emblématiques de la série. Il apparaît pour la première fois dans Kirby's Dream Land 2, où il a pris le contrôle du roi Dadidou. Dans Kirby's Dream Land 3, les Dark Matters sont dirigés par une entité mystérieuse nommée Zero, qui sera peut-être Zero Two dans Kirby 64: The Crystal Shards. Cependant, un des Dark Matters, nommé Gooey, aide Kirby dans sa quête dans Kirby's Dream Land 3.
- Autres amis animaux : en plus de Rick, Coo et Kine et Cocori, Kirby a d'autres amis animaux, qui sont Chuchu la pieuvre, Nago le chat et Pitch l'oiseau (espèce exacte inconnue).
- Adeleine : c'est une humaine qui habite Dream Land. Elle est peintre, et tout comme pour Paint Roller, ses œuvres prennent vie. Elle apparaît dans Kirby's Dream Land 3 sous le nom d'Ado et dans Kirby 64 sous le nom d'Adeleine. Dans Kirby Star Allies, elle apparait en tant que personnage jouable avec Ribbon.
- Squeaks : c'est une bande de souris qui vole le gâteau de Kirby dans Kirby : Les souris attaquent. Il y a des sbires, verts ou orange, mais aussi quatre membres importants : Storo, particulièrement corpulent, Spinni, très rapide et lançant des shurikens, Doc, se déplaçant dans une soucoupe volante, et Desroches, leur chef, qui est magicien. Ce dernier est jouable dans Kirby Star Allies où il devient un allié de Kirby.
- Max ("Marx" en anglais) : au départ, c'était un être simple qui supllia à Kirby de rencontrer Nova dans le jeu Conflit Astral de Kirby Fun Pak et Kirby Super Star Ultra. Nova pouvait exaucer n'importe quel vœu, et le vœu de Kirby aurait été de faire cesser le combat entre le soleil et la lune. Cependant quand Kirby rencontra enfin Nova, Max se précipita et fit le vœu de contrôler Popstar, la planète de Kirby. Le traître est devenu une créature plus complexe, Max Ultra. Kirby dut détruire Nova avant de neutraliser Max. Il est jouable dans Kirby Star Allies où il est un allié de Kirby.
- Paint Roller : c'est l'un des boss de Kirby's Adventure. Il peint des dessins qui prennent vie. Aucun n'a de capacité, sauf le nuage, qui donne la capacité Étincelle. Il est aussi apparu dans l'anime. Ce n'est que dans celui-ci qu'il fournit la capacité Paint.
- Méta-Knight : c'est l'armée de Meta Knight. Elle fait office de mini-boss dans Kirby's Adventure. Ils projettent d'envahir Dream Land dans Kirby Super Star. Mais Kirby coulera leur vaisseau, l'Halberd.
- M. Brillant et M. Radieux : ils ont la forme de la lune (M. Brillant) et du soleil (M. Radieux). Ils sont des boss agissant ensemble dans Kirby's Adventure. Tandis que l'un attaque directement, l'autre attaque en retrait. Il n'est pas mentionné si ce sont eux qui se battent ou non dans le jeu Conflit Astral de Kirby Super Star Ultra.
- Galacta Knight : un personnage du jeu Meta Knightmare Ultra de Kirby Super Star Ultra. Il ressemble à Meta Knight mais est blanc et rose avec des ailes d'oiseau (à la différence des ailes de chauve-souris de Meta Knight). Quand Meta Knight fit le vœu "de combattre le plus puissant guerrier de la galaxie", Galacta Knight apparut et le combat s'engagea, et Meta Knight en sortit vainqueur. On peut aussi l'affronter avec Kirby dans l'Arène Ultime. Il réapparaît comme boss secret dans Kirby's Adventure Wii, Kirby: Planet Robobot et Super Kirby Clash, et peut également être incarné par le joueur comme costume alternatif de Meta Knight dans Super Smash Bros. Ultimate.
- Nova : une entité de la galaxie qui ressemble à une horloge dotée de nombreux autres gadgets (engrenages, girouette, etc). Il exauce les vœux quand on bat tous les boss de la galaxie. Max demandera à contrôler Popstar et Meta Knight demandera à combattre le plus puissant guerrier de la galaxie. Le premier vœu sera annulé par la destruction interne de Nova par Kirby, mais le deuxième sera exaucé, car Meta Knight ressuscitera Nova.
- Magolor : un personnage apparu pour la première fois dans Kirby's Adventure Wii. Originaire de la planète Halcandra, il possède un vaisseau spatial ressemblant à un bateau : le Galéronef Lor. Dans le jeu, Kirby décide de l'aider à le réparer après qu'il s'est écrasé sur la planète Pop, la planète de Kirby. Une fois le vaisseau reconstitué, Magolor emmène Kirby sur Halcandra mais il est de nouveau forcé d'atterrir en urgence car il est attaqué par Landia, un dragon. Magolor demande à Kirby d'aller le vaincre pour lui. Une fois Landia battu, Kirby découvre qu'il a été manipulé par Magolor : Landia était en réalité le roi protecteur d'Halcandra et Magolor convoitait depuis toujours sa couronne nommée la couronne suprême pour acquérir ses pouvoirs magiques et assujettir l'univers, raison pour laquelle le souverain a attaqué son vaisseau. Avec l'aide de Landia, Kirby part à la poursuite de Magolor dans une autre dimension et détruit son Galéronef Lor. Kirby affronte ensuite Magolor mais la défaite de ce dernier entraîne une manifestation de la couronne suprême qui prend possession de l'âme de Magolor et en fait un nouveau monstre que Kirby doit combattre. Cette dernière forme vaincue, la couronne semble détruite. On apprend dans Kirby's Return to Dream Land Deluxe que Magolor a survécu mais que la couronne, finalement intacte, l'a piégé dans une autre dimension dont il doit s'échapper ; après avoir récupéré ses pouvoirs et détruit lui-même la couronne, il traverse un portail spatio-temporel qui l'emmène à Dream Kingdom, le Dream Land du passé où se déroule l'action de Team Kirby Clash Deluxe et Super Kirby Clash, afin d'y devenir marchand et vendre des armes et divers objets à Kirby pour l'aider dans sa quête ; il utilisera ses bénéfices pour construire le Parc Magoland afin d'offrir divertissement et objets utiles aux habitants de Dream Land, et il est également possible, toujours dans Kirby's Return to Dream Land Deluxe, de lui faire appel dans le mode histoire en cas de difficulté. Toutes ces actions de sa part visent à se faire pardonner auprès de Kirby, qu'il considère malgré tout comme son ami. Il est également jouable dans Kirby Star Allies où il est l'un des nombreux alliés de Kirby, et fait partie des combattants que le joueur peut incarner dans Kirby Fighters 2.
- Reine Sectonia : Principale antagoniste et boss final de kirby triple deluxe, Sectonia est la reine de Floralia, un pays dans le ciel. Elle était autrefois une reine juste et gentille régnant sur son propre clan d'insectoïdes qui vivaient paisiblement à Floralia. Un jour, son meilleur ami et serviteur, Taranza, lui a ramené le miroir dimension en cadeau pour elle. Sectonia aimait le miroir et s'y regardait dedant tous les jours. Cependant, à chaque fois qu'elle s'y regardait, le miroir lui tordait et corrompait petit à petit l'esprit, la transformant alors en tyrane cruelle avide de pouvoir. Elle a alors avec sa magie parasité et possédé de nombreux êtres aliénant ses serviteurs avec ses apparences changeantes avant de finalement s'installer dans le corps d'une créature ressemblant à une abeille humanoïde. Elle a ensuite dominé et gouverné Floralia d'une main de fer, conduisant aux événements de kirby triple deluxe. Les habitants du ciel lassés alors du joug de Sectonia ont alors placé tous leurs espoirs dans une graine qui donnera naissance à la tige des rêves dans l'espoir d'appeler Kirby, le héros de dreamland. Apprenant cela, Sectonia fait alors enfermer dans des cages les habitants de Floralia (qui seront plus tard délivrés par Kirby) et ordonne à Taranza de capturer le héros de dreamland pour qu'il n'interfère pas avec ses plans. Toutefois, Taranza se trompe de personnage et capture à la place le roi dadidou, ce qui enclenche une course poursuite entre lui et Kirby à travers tous Floralia. Finalement ratrapé par Kirby dans le chateau de sa maîtresse, Taranza révèle alors à ce dernier l'origine de la tige des rêves avant de laver le cerveau de Dadidou pour qu'il combate Kirby mais ce dernier parvient à vaincre et libérer Dadidou du controle mental. Comprenant à sa grande surprise son erreur, Taranza appelle alors à l'aide Sectonia mais cette dernière la foudroie et l'éjecte de son chateau avec un de ses sceptres en lui disant que "si tu n'es pas capable de suivre mes ordres alors tu ne me sers à rien.". Elle affronte ensuite Kirby en lui déclarant que ses pouvoirs détruiront tous ce qui lui est cher, mais est vaicue. Toutefois, elle se relève et dit à kirby que "la véritable beauté, c'est le pouvoir" avant de fusionner avec la tige des rêves pour dominer popstar tout entière. Elle se sert par la même occasion de ses racines pour couvrir la totalité de la planète et empêcher quiquonque de s'approcher d'elle. Kirby avec l'aide des habitants de Floralia et de Dadidou, sert de projectile à un canon pour détruire les fleurs parasites de la reine et ouvrir une brèche dans ses racines pour l'affronter, elle et ses fleurs parasites une deuxième fois. Pensant l'avoir vaincue pour de bon, Kirby se fait toutefois attraper par une des racines de Sectonia et cette dernière tente de presser  à mort Kirby qui ne doit sa vie qu'a Dadidou aidé par Taranza nouvellement allié. Avec le pouvoir Supernova, Kirby détruit Sectonia en avalant puis recrachant un lasert que cette dernière avait envoyé. Avec Sectonia vaincue, Popstar et Floralia sont sauvés, Kirby et Dadidou sauvés d'une chute mortelle par respectivement les habitants du ciel et Taranza puis assistent à la floraison de la tige des rèves qui devient un lieu fixe de dreamland. à la fin de l'aventure de Dadidou, il existe une version plus dure de Sectonia nommée reine Sectonia DX et à la fin de l'arène ultime, il existe une version plus dure de la forme fusionnée de Sectonia à la tige des rêves nommée Sectonia fleurie qui est une forme morte vivante de Sectonia plongée dans la folie et la vanitée après avoir tout perdu. Sa première forme vaincue et ne se souvenant plus de sa véritable forme, Sectonia se détache alors de la tige des rêves et affronte directement Kirby par le biais d'attaques ressemblant à celles de crayonna mais est finalement vaincue et explose en un torrent de pétales bleues.[pas clair]

- Susie : ennemie et fille du président Haltmann, dans Kirby planète robobot.

- Président Haltmann : président de la société Haltmann SA et en quelque sorte le dernier boss du jeu Kirby planet robobot. Il possède l'ordinateur central.

- L'idole des étoiles/ L'ordinateur central : machine d'une civilisation ancienne et boss final de Kirby planet robobot, l'idole des étoiles était un ordinateur de souhait découvert par Haltmann et sa fille Susie lors d'un voyage dans le cosmos. Avec l'aide des connaissances des civilisations les plus avancées de l'univers, Haltmann a réussi à réactiver la machine et a commencé plusieurs tests sur elle. Cependant, lors d'un des tests, un accident s'est produit et Susie a été emportée dans une autre dimension. Croyant que sa fille était morte, Haltmann a voulu la ramener à la vie en utilisant la machine mais cela n'a pas marché. Haltmann a alors essayé, encore et encore infructueusement de ramener Susie et l'utilisation abusive de l'idole des étoiles a eu pour conséquence d'effacer lentement les souvenirs de sa fille. Ayant alors tout perdu et oublié Susie, Haltmann a alors changé le but de sa compagnie en celui de prospérité éternelle en suivant le "plan d'affaire" de l'idole des étoiles qui consiste à mécaniser toutes les planètes pour en extraire les ressources, conduisant aux évènements de Kirby planet robobot. Des années plus tard, Susie est finalement revenue et a été embauchée par Haltmann qui ne l'a pas reconnue mais qui lui a quand même parue familière et le président a donc décidé de la garder en tant qu'assistante. En voulant mécaniser Popstar, Haltmann a rencontré des difficultés à cause de Kirby et a laissé Susie s'occuper de lui. Malheureusement, Susie n'arrive pas à arrêter Kirby et ce dernier réussit à s'infiltrer dans le vaisseau d'Haltmann. Arrivé à son bureau, Kirby réussit à vaincre un Méta Knight mécanisé par Susie. Face à cela, Susie tente de combattre Kirby mais est arrêtée avant qu'elle ne puisse faire quoi que ce soit et mise de côté par Haltmann. Ce dernier affronte alors Kirby mais est vaincu. Fou de rage, Haltmann tente alors d'utiliser l'idole des étoiles pour en finir avec Kirby et Popstar mais se fait arracher le casque de contrôle par Susie et perd connaissance. Cette dernière révèle alors avoir l'intention de vendre la machine à d'autres compagnies et met alors le casque de contrôle sur sa tête. Cependant, à ce moment-là, l'idole des étoiles devient consciente en absorbant l'âme d'Haltmann et attaque alors Susie qui perd à son tour connaissance. La machine déclare alors par le biais du corps d'Haltmann que toutes les formes de vie de l'univers sont imparfaites, fragiles et un frein au progrès et que la meilleure solution à cela est de toutes les éradiquer pour atteindre la prospérité éternelle. Après ce discourt, l'idole des étoiles s'envole dans l'espace pour détruire toute la vie dans l'univers. Susie reprend alors connaissance et refusant d'être détruite par la machine, donne une armure de combat à Kirby pour l'arrêter. Meta Knight arrive alors à ce moment-là dans le Halberd et invite Kirby à monter à bord de celui-ci mais au lieu de simplement monter à bord, Kirby analyse le vaisseau et l'absorbe avec son armure pour activer le mode Halberd et partir à la poursuite de l'ordinateur voyou. Après un premier combat, Kirby bat l'idole des étoiles une première fois. Bien que considérablement endommagé, l'idole des étoiles survit et fusionne avec le vaisseau d'Haltmann pour devenir plus puissant mais Kirby réussit à détruire son armure pour révéler l'identité apparente de la machine, une Nova similaire à celle que Kirby a rencontré dans Kirby super star. Malgré tout, l'idole des étoiles est vaincue une troisième fois mais survit encore et tire un laser sur le Halberd, l'endommageant à l'aile droite. Meta Knight intervient alors en éjectant Kirby du Halberd pour que ce dernier perfore la machine avec une foreuse géante et la détruise pour de bon. Après que cela est fait, l'idole des étoiles explose et fait perdre connaissance à Kirby. Au passage, cela annule les mécanisations de toutes les planètes, Popstar incluse. Kirby se réveille sur la planète et semble ravi  de voir que tout est revenu à la normale. Dans l'arène ultime, il existe une version plus puissante de l'idole des étoiles nommée "idole_des_étoiles_exe" et à la place de la séquence de perforation de la machine qui fait  office de dernière phase du combat, Kirby se fait à la place aspirer par l'idole des étoiles et se retrouve alors au cœur de la machine. Durant cette phase, Kirby doit détruire les piliers d'énergie de la machine puis affronter directement le cœur avant de pouvoir finalement terminer le combat.
- Les trois sœurs mages (Francisca, Flamberge et Zan Pertuisanne) : chacune d'elles maîtrise une arme chargée d'un pouvoir : Francisca se bat avec une hache de glace, Flamberge avec une épée de feu et Zan Pertuisanne avec une lance électrique. Elles apparaissent dans Kirby Star Allies où elles obéissent au seigneur Hyness, sans toutefois connaître les véritables intentions de ce dernier. Elles sont affrontées séparément deux fois chacune dans l'aventure principale, mais le joueur les affronte toutes les trois en même temps dans le mode annexe Héros dans une dimension parallèle. Après avoir été vaincues ensemble par Kirby, si celui-ci a collecté suffisamment de cœurs, elles se laissent convaincre par le pouvoir de l'amitié et deviennent des alliées, et donc des personnages jouables.
- Hyness : cet être étrange est un antagoniste majeur dans Kirby Star Allies. Son objectif est d'ouvrir un portail permettant de faire venir Void Termina, une entité puissante et instable, dans la galaxie où se trouve Popstar afin d'y semer chaos et destruction.
- Morpho Knight : ce personnage est très similaire à Meta Knight, mais est de couleur noir anthracite et porte un casque orange avec des ailes de papillon. Il est né de la fusion d'un papillon orange et Galacta Knight : dans Kirby Star  Allies, alors que le guerrier galactique s'apprête à affronter des amis de Kirby, un papillon se pose sur son casque et fusionne avec lui, ce qui donne Morpho Knight. Il réapparaît dans Kirby et le monde oublié, jeu dans lequel le papillon fusionne cette fois avec l'âme d'Oublio. En plus d'attaquer avec son épée, il peut se téléporter et émettre des bourdonnements qui désorientent Kirby et ses alliés.
- Elfilin : il ressemble à une souris volante avec de grandes oreilles, l'une des deux étant perforée. Il vit dans le nouveau monde, où se déroule l'action de Kirby et le monde oublié. Lorsque les Waddle Dees ont commencé à être enlevés par la meute des bêtes, il tenta de les sauver mais fut capturé lui aussi, jusqu'à être délivré par Kirby qu'il décida d'accompagner dans son aventure. Il est de nouveau capturé à la suite d'une diversion créée par le Roi DaDiDou (qui a rejoint la meute des bêtes). Kirby ne le retrouve que plus tard, enfermé dans une capsule scellée dans le Labo Découvria. Il est en réalité la part de gentillesse qui s'est séparée d'un spécimen extraterrestre destructeur nommé ID-F86 et s'est enfuie. ID-F86, affaibli, a mis en place un stratagème pour réabsorber Elfilin et récupérer ses facultés. Kirby parviendra à les séparer et détruire l'entité néfaste. Elfilin se sacrifie pour éviter une collision destructrice entre Popstar et le nouveau monde, mais il est finalement sauvé par Mistigrif de la meute des bêtes.
- ID-F86 / Oublio / Elfilis : un extraterrestre qui tenta de détruire le nouveau monde de Kirby et le monde oublié un peu plus de trente ans avant les événements du jeu. Il fut rapidement capturé par des scientifiques du Labo Découvria et mis hors d'état de nuire ; c'est à ce moment que lui fut attribué le nom de code ID-F86. Des expériences réalisées sur lui permirent à ces scientifiques de mettre au point une technologie de voyage dans l'espace. Cependant, peu avant les événements du jeu, un sous-spécimen se détacha d'Oublio pour devenir Elfilin et s'enfuit. Il ne fut jamais retrouvé et Oublio a été confiné dans le laboratoire et gardé dans un état de stase où il servit d'attraction pour touristes ; le laboratoire puis le monde entier furent par la suite laissés à l'abandon et seuls des animaux y restèrent. Oublio, capable de contrôler l'esprit d'autres êtres, corrompit Léo, le roi des animaux, ainsi que le Roi DaDiDou, après avoir ouvert un portail et attiré les habitants de Popstar dans son monde. Son but ultime est de réabsorber Elfilin pour retrouver sa véritable forme et reprendre sa campagne de destruction entamée plus de trente ans auparavant. Ayant finalement échoué à fusionner avec Elfilin en raison de l'intervention de Kirby, il absorbe Léo ainsi que de nombreux animaux de la meute des bêtes pour devenir une masse envahisseuse, Ultimo Oublio. C'est sous cette forme qu'il parvient finalement à s'emparer d'Elfilin pour redevenir Ultimo Elfilis, la "forme de vie ultime". Malgré la victoire de Kirby et la libération d'Elfilin, Elfilis put conserver sa forme ultime et tenta de provoquer une collision entre le nouveau monde et Popstar. Son âme survécut à son combat contre Kirby et il créa un monde parallèle, le monde d'Oniro-Oublio, dans lequel il piégea Léo pour tenter de s'approprier son corps. Il atteindra sa forme finale, Elfilis du Chaos, après avoir manqué de pouvoir affronter Kirby à la suite de l'irruption de Morpho Knight. Détruit pour de bon, il finit par rendre toute son énergie à Elfilin.
- Léo / Léogar : un lion anthropomorphe qui règne sur les animaux du nouveau monde. Avant les événements de Kirby et le monde oublié, il était un souverain juste et dirigeait son royaume en étant conseillé par Mistigrif, sa plus proche amie. Mais lorsque les scientifiques du Labo Découvria ont abandonné le nouveau monde, il fut corrompu par Oublio et devint Léogar. Convaincu par l'extraterrestre que la seule façon de sauver ses sujets et lui-même de ce monde abandonné était de l'aider à retrouver sa forme ultime, il réunit la meute des bêtes, qui a deux objectifs : capturer un maximum de Waddle Dees (avec l'aide du Roi DaDiDou, qu'Oublio est également parvenu à corrompre) afin de les forcer à produire de l'énergie nécessaire à la survie d'Oublio, et retrouver Elfilin pour qu'Oublio puisse le réabsorber et devenir Ultimo Elfilis. À la suite de l'échec du plan, Oublio emprisonna Léo dans un monde parallèle et sépara son âme en trois cents fragments qu'il dispersa, afin de pouvoir prendre possession de son corps. Il sera finalement sauvé par Kirby et Elfilin et deviendra alors leur ami.

## Personnages de l'anime
- Tiff : elle est la fille du ministre officiel du roi Dadidou. Elle est l'ainée des enfants de la famille et a un goût prononcé pour la lecture. Elle se méfie de tout ce que fait ou prépare le roi Dadidou. Elle est la seule qui puisse appeler l'Étoile Warp.
- Tuff : il est le frère cadet de Tiff. Il préfère passer son temps à jouer avec sa bande plutôt qu'autre chose. Bien que s'étant déjà disputé avec sa sœur, il l'aide à sauver Kirby des monstres du sorcier des cauchemars (Nightmare).
- Escargoon : il est le conseiller du roi Dadidou, et le complice de ses plans. Dadidou le brutalise souvent et lui vole ses précieux bijoux. Il est aussi le présentateur vedette et le commentateur de la chaîne de télévision DDD. Il est appelé "Dr Escargoon" dans quelques épisodes de la version originale. Il a mis au point un sérum qui transforme en monstre, mais il n'est utilisé que très rarement.
- Chef Kawasaki : il dirige le restaurant de Cappyville. Il est aussi un mini-boss dans Kirby Super Star Ultra. Dans les jeux comme dans l'anime, il fournit la très rare capacité Cuisinier. Il est connu dans l'anime pour son manque de compétence dans la cuisine.
- Service Clientèle : ce personnage sans véritable nom est au service d'Ennémy et de Nightmare Corporation (ou Holy Nightmare dans la version originale) est personnifié sous la forme d'un personnage d'apparence humaine que le roi Dadidou contacte pour obtenir des monstres. Il n'hésite pas à rappeler à celui-ci qu'il est très endetté envers la société. Dans l'épisode 100, on aperçoit son corps en entier (il n'a pas de jambe, comme presque tous les personnages de la série). Dans les jeux vidéo, il n'apparaît que dans Kirby: Mass Attack.
- Knuckle Joe : dans Kirby Super Star Ultra, il sert d'aide à Kirby quand il possède la capacité Combattant. Dans l'anime, il recherche le plus puissant Guerrier de l'Espace, qui a tué son père. Il pense que c'est Kirby mais il s'agit en fait de Meta Knight, car le père de Knuckle Joe était devenu un monstre (Nightmare lui avait jeté un sort) mais il était redevenu gentil et donna au chevalier un pendentif avec la photo de son fils, avant de mourir.

. Son principal ennemi est l'imposant monstre Masher, réputé être "le plus fort des monstres de Nightmare Corporation".
- Dyna Blade : c'est un oiseau de proie géant qui est en fait une femelle. Elle est le boss final du jeu qui porte son nom dans Kirby Super Star Ultra. Dans l'anime, elle apparaît pour la première fois dans l'épisode 7, dans lequel elle débarque à Dream Land pour pondre. Le roi Dadidou tend un piège à Kirby et le persuade de manger l'énorme œuf de Dynablade. La mère verra l'œuf vide et croira que Kirby l'a mangé et l'attaquera. En réalité l'œuf a éclos avant que Kirby ne l'ait mangé. Depuis, Dyna Blade et son petit sont amis avec Kirby.
- Lololo et Lalala : Ce sont deux créatures qui sont toujours ensemble. Formant un duo de boss dans Kirby's Dream Land et Kirby Super Star Ultra, ils sont les serviteurs de Tiff et Tuff dans l'anime. Dans l'épisode 9, on apprendra que peu avant la naissance de Tuff, ils n'étaient qu'un monstre unique, Lola, de Nightmare Corporation qui était trop faible et qui fut divisé en deux (une moitié masculine, Fololo, et une moitié féminine, Falala). Ils ont failli redevenir une seule entité mais le sceptre qui le permettait se brisa. Ce passage de leur vie ne sera plus jamais mentionné par la suite.
- Sword Knight et Blade Knight : ce sont des serviteurs de Meta Knight. Ils sont très fidèles à lui et il leur arrive de craindre pour sa vie, notamment lorsqu'un un monstre de Nightmare Corporation et très vieil ennemi de Meta Knight ressurgit (fureurs de loup dans l'épisode 26). Ils étaient autrefois ennemis de Meta Knight, mais après que ce dernier les a défaits, ils l'ont rejoint.
- Tokkori : cet oiseau jaune habitait dans un arbre avant que la maison de Kirby ne soit construite près du dit arbre. Curieusement, Tokkori dort principalement dans cette maison et Kirby dans le nid de l'oiseau. Tokkori déteste être dérangé, surtout dans son sommeil, et plus particulièrement par son colocataire, Kirby. Il est hystérique et s'énerve souvent pour un oui ou pour un non.
- Kabu : cette statue aux allures de moai est un ennemi commun des jeux kirby. Dans l'animé, c'est un oracle. Il annonce aux habitants de Cappyville dans l'épisode 1 la venue de Kirby. Il détient l'Étoile Warp quand Tiff ne l'appelle pas.
- Scarfy : ennemis réguliers dans les jeux, ils apparaissent aussi dans l'anime. Le roi Dadidou les trouve mignons et en achète 4, mais leur appétit d'ogre finira par coûter cher au roi. Très vite les Scarfys mangent tout ce qu'ils trouvent, se multiplient et deviennent méchants. Kirby finira par les vaincre.
- Dyna Baby : c'est le petit de Dynablade. Il éclot dans l'épisode 7 et est un ami de Kirby. Il a failli être changé en monstre par Escargoon, mais heureusement Kirby a prévenu sa mère, qui le sauve in-extremis. Très jeune, il sème légèrement la pagaille quand il passe.
- Phan Phan : ce mini-boss dans les jeux apparaît dans quelques scènes à la fin de l'anime. C'est un monstre de Nightmare Corporation entraîné par l'École des Clowns Entraîneurs, mais il s'est échappé. Il est timide et peureux, allant même jusqu'à avoir peur d'un écureuil. Le roi Dadidou sera contraint par le Service Clientèle de le faire revenir avec l'aide d'un Clown Entraîneur qui le manipule contre Kirby. Mais Phan Phan redeviendra normal et vit depuis dans la forêt de Whispy Woods.
- Lovely : une fleur qui a poussé par hasard devant Whispy Woods, qui s'éprend d'elle. Le roi Dadidou, qui compte de nouveau abattre la forêt pour faire son club de golf privé, fait manipuler Lovely et la rend "vivante". Elle attaque Whispy Woods en absorbant son énergie vitale mais Kirby la tranche net avec son pouvoir Cutter. Depuis, plusieurs copies de Lovely se tiennent devant l'arbre.
- Silica : C'est une fille qui apparait dans l'épisode 60 où elle cherche à tuer Meta Knight car elle pense qu'il aurait abandonné sa mère, Garlude, face un monstre de Nightmare Corporation pour s'emparer de Galaxia, alors qu'en réalité, sa mère s'était volontairement sacrifiée pour le bien de tous. Elle ne comprendra la vérité que lors de la réapparition du monstre en question.